# Франк Альберт Коттон
Франк Альберт Коттон (англ. Frank Albert Cotton; 9 квітня 1930, Філадельфія — 20 лютого 2007, Коледж-Стейшен (Техас)) — американський хімік. Спеціаліст в області хімії неорганічних і металоорганічних сполук та ферментативної хімії.

### Біографія
Франк Альберт Коттон навчався в Дрексельському університеті та отримав ступінь бакалавра  Темпльського університету у 1951 р. Захистив ступінь доктора філософії по металоценах у Гарвардському університеті у 1955 р. під керівництвом Джефрі Вілкінсона . Після захисту переходить у Массачусетський технологічний інститут, де став у 1961 р. професором. З 1972 р. працює у Техаському університеті A&M. Був керівником лабораторії молекулярних структур і хімічного зв'язку.
Коттон відомий своїми роботами у хімії перехідних металів, органометалічних сполук та металічних кластерів, теорії кристалічного поля, хімічних зв'язків метал-метал та своїх підручників. У 1964 році він вперше описав чотирикратний зв'язок Re–Re у кристалічній структурі октахлородиренату (ІІІ) калію або K2[Re2Cl8] · 2H2O.
Франк Альберт Коттон автор і співавтор більше ніж 1600 публікацій, мав понад 100 докторантів та був головою секції неорганічної хімії Американського хімічного товариства. Він є автором підручника «Сучасна неорганічна хімія», а також монографії «Застосування в хімії теорії груп», текст якої фокусується на аналізі хімічного зв'язку та спектроскопії.

Був одружений з 1959 року та мав двох дочок. Помер внаслідок удару головою при падінні.